# 錢九思
錢九思（？—1607年），字睿甫，號慎吾，南直隶鳳陽府泗州盱眙縣民籍，苏州府太仓州人，明朝政治人物。同进士出身。

## 生平
七月十九日生，治春秋。萬曆十三年（1585年）乙酉科應天鄉試第八十二名舉人，二十三年（1595年）乙未科會試第二百十七名，廷試三甲第一百三十五名进士，大理寺觀政，二十四年四月授官福建連江縣知縣，三十一年因與上司不和被誣陷縱侈贪污降一级，三十三年降補沂州判官，在當地催賦不擾民，因監督朱旺口工事積勞過度而去世。

## 家族
曾祖錢悌。祖錢雷。父錢应龙，庠生、封文林郎知縣。母张氏，封太孺人。具庆下。兄九经。弟九功、九叙。娶张氏，封孺人。